# Hécube (Euripide)
Pour les articles homonymes, voir Hécube (homonymie).
Hécube (en grec ancien Ἑκάϐη / Hekábê) est une tragédie grecque d'Euripide produite en 424 av. J.-C.

## Résumé

### Personnages
- Polydore, défunt, sous forme d'Ombre
- Hécube, épouse du défunt Priam roi de Troie
- Polyxène, fille d'Hécube et de Priam
- Ulysse, un des chefs grecs
- Talthybios, héraut
- Agamemnon, chef suprême des Grecs
- Polymestor, roi des Thraces, et ses enfants
- Chœur des captives troyennes, servantes d'Hécube

### Argument

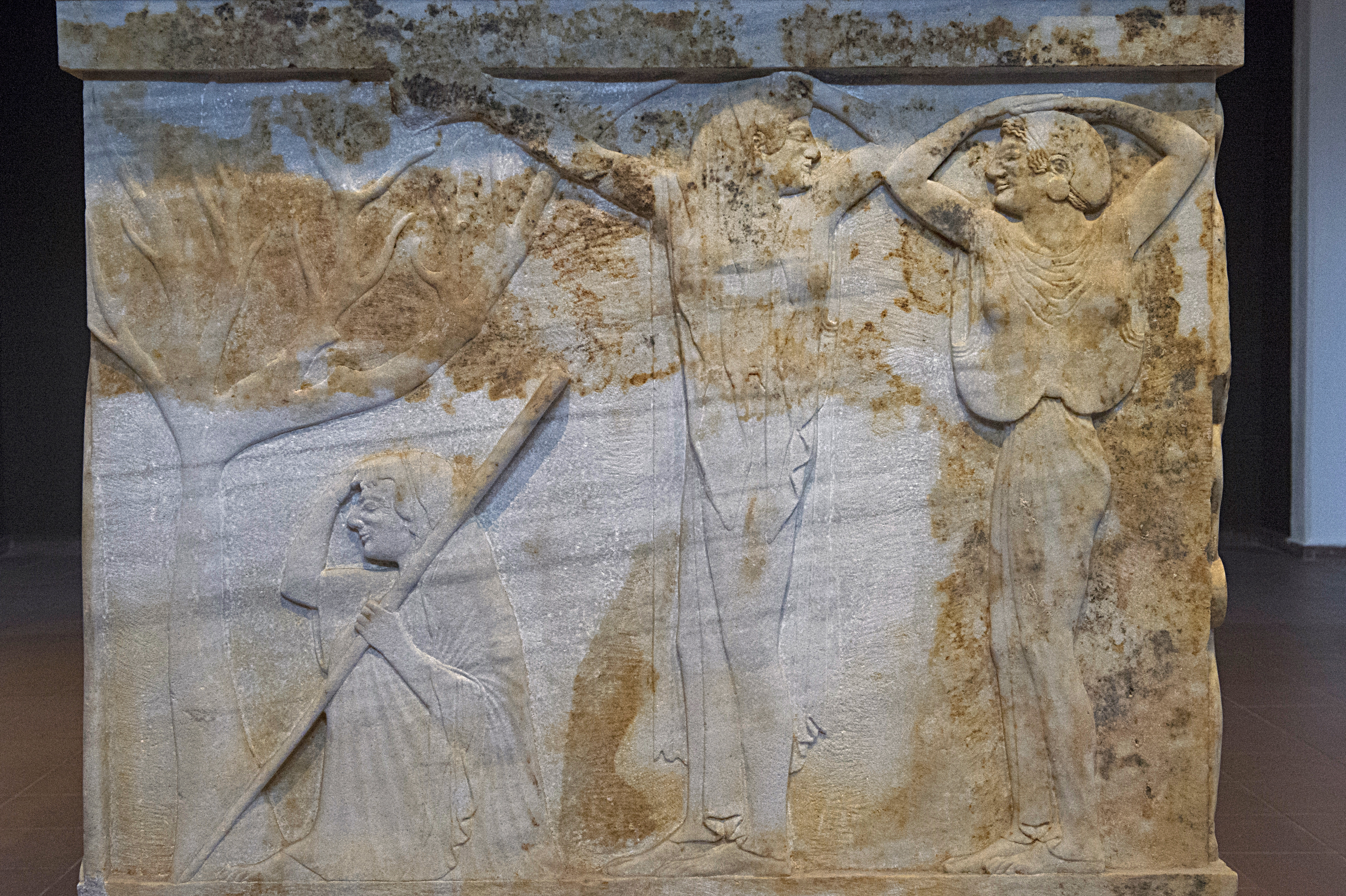
Hécube se lamentant, sarcophage antique, musée de Troie (Çanakkale).

Hécube, épouse de Priam, roi de Troie, à la prise de la ville par les Grecs, n'évite la mort que pour tomber dans l'esclavage avec ses filles Cassandre et Polyxène. Dans le partage des richesses et des esclaves, Polyxène et elle font partie du lot attribué à Ulysse, tandis que Cassandre revient à Agamemnon. En attendant d'être amenée en Grèce, Hécube est parquée avec les autres esclaves sur le rivage et se lamente sur son sort. 
Hécube a perdu presque tous ses enfants tués (dont Hector, le plus vaillant des Troyens, par Achille lui-même). Il lui restait Polydore, le dernier fils d'Hécube que celle-ci croit sain et sauf car il avait été confié avec un grand trésor à Polymestor, roi des Thraces. Mais cet allié infidèle, traître à sa parole et au devoir d'hospitalité, dès qu'il a appris la chute de Troie, l'a tué pour s'emparer de son or. Polymestor n'a même pas donné de sépulture à son hôte, acte insupportable pour les Grecs, mais l'a jeté à la mer. Son corps s'est échoué sur la plage et c'est le fantôme du garçon qui apparaît au prélude pour nous annoncer son sort.
Sa fille Polyxène est demandée en sacrifice par le fantôme d'Achille, sorti de son tombeau, qui refuse à la flotte les vents favorables tant qu'on ne lui livre pas la jeune fille. L'éloquent Ulysse convainc l'armée qu'il vaut mieux sacrifier une esclave plutôt que de laisser un héros sans récompense. Les compagnes d'Hécube lui recommandent de se jeter aux pieds d'Agamemnon et d'invoquer le droit d'asile en embrassant les autels. Mais Polyxène, tout en plaignant le malheur de sa mère, choisit de se laisser conduire à la mort : fille de roi, elle aime mieux périr que de subir la honte de l'esclavage. Sa mort est relatée par un héraut : elle est égorgée par Néoptolème, fils d'Achille ; son courage et sa beauté pudique suscitent l'admiration des Grecs eux-mêmes.
Hécube, envoie ses compagnes puiser de l'eau sur la plage pour célébrer les funérailles de sa fille mais, au lieu du corps attendu, elles lui ramènent celui de Polydore assassiné. Dès lors, la vieille femme ne vit plus que pour se venger. Elle fait appel à la justice d'Agamemnon, à son attirance pour Cassandre : comment celle-ci l'aimerait-t-elle si le chef des Grecs refusait de punir l'assassin de son frère ? Polymestor est en visite au camp des Grecs pour faire sa cour aux vainqueurs : elle l'attire avec ses deux fils dans un guet-apens, au milieu des femmes troyennes. Elle égorge de ses propres mains les deux petits tandis que les autres femmes crèvent les yeux de Polymestor avec leurs aiguilles. La boucle serait ainsi bouclée… si les dieux, aux yeux toujours grands ouverts sur les humains, ne s'en mêlaient pas. Polymestor, le nouvel aveugle, prophétise qu'Agamemnon ne vivra pas longtemps dans sa patrie retrouvée et qu'Hécube sera métamorphosée en chienne.

## Analyse
Selon Henri Weil, les fables de Polydore et de Polyxène, sans unité au départ, en trouvent une chez Euripide à travers le personnage d'Hécube : tombée dans l'esclavage, accablée par le destin à travers ses deux enfants, elle trouve dans sa douleur la rage de tirer une terrible vengeance de celui qui a trahi et assassiné son fils. Euripide est le premier à invoquer la fable selon laquelle le spectre d’Achille vient lui-même réclamer la jeune fille pour fiancée : dans la Polyxène de Sophocle, il semble que l’ombre d’Achille n’intervenait à la fin de la pièce que pour prophétiser le sort tragique d’Agamemnon et des autres héros grecs à leur retour de Troie. L’amour entre Polyxène et Achille du vivant de celui-ci n’est cité que par des auteurs d’époque romaine : chez Servius, commentateur de Virgile, Achille est assassiné dans un temple de la main de Pâris alors qu’il vient épouser Polyxène à la faveur d’une trêve. Cette version amoureuse est développée par Philostrate et les apocryphes Dictys de Crète et Darès le Phrygien.  
Selon Diane Schneider, Polyxène appartient à une longue série de « vierges héroïques », d’Iphigénie à Antigone, qui se sacrifient pour l'honneur de leur cité ou de leur lignage. Cette dimension héroïque permet à la jeune fille de montrer un courage et une éloquence habituellement réservés aux héros masculins.  Le rituel du sacrifice se calque sur celui du mariage avec le sang versé de la jeune fille qui évoque la défloration ; Polyxène se dénude en partie pour offrir sa gorge au couteau mais insiste pour que son corps soit voilé. La mort de la jeune fille est un traumatisme qui rompt son rôle social de future épouse et mère. Ainsi, le rituel de « mariage » posthume est vu comme un mariage par enlèvement, comme celui d’Hadès et Perséphone, qui restaure l’équilibre rompu en lui permettant de s’accomplir dans l’au-delà : « La vierge sacrifiée livre son corps à la communauté comme l’épousée offre son corps à son époux, assurant la pérennité du corps social ».
Selon M. Roger, l’ombre de Polydore attire la pitié du spectateur dans le préambule : il est mort de la plus lamentable des morts, assassiné, privé de sépulture et jeté au gré des flots. En outre, il annonce que sa mère Hécube va souffrir de la perte de ses deux enfants. Mais ce préambule est vite éclipsé par l’épisode pathétique du sacrifice de Polyxène. Enfin, dans la dernière partie, c’est la fureur vengeresse de la vieille Hécube qui suscite l’émotion : elle supplie  Agamemnon qu’il lui laisse les mains libres, excite le zèle de ses compagnes, prépare minutieusement le piège qu’elle tend au criminel ; elle aimerait mieux rester toute sa vie esclave, perdre une seconde fois son royaume, plutôt que  d’être privée de vengeance. Quand Polymestor surgit sur la scène, les yeux crevés, vociférant des menaces et des prédictions terribles, elle se moque de lui : peu importe ce qui adviendra, elle est vengée.
Selon Bruno Garnier, la tragédie d'Euripide illustre le thème de la liberté humaine, et ce sont deux femmes intransigeantes qui l'incarnent de façon symétriquement opposée : Hécube, réduite à l'esclavage, accablée par l'injustice des vainqueurs, se révolte et recourt à la ruse et à la violence pour obtenir réparation. Polyxène n'est pas une figure surhumaine, elle exprime le regret des plaisirs terrestres qu'elle n'a pas connus, mais elle choisit d'aller fièrement au-devant de la mort et tend sa gorge au couteau pour échapper à l'ignominie de l'esclavage. En face, les figures masculines montrent une conscience morale réduite : le camp des Grecs, image de la démocratie athénienne, est incarné par Ulysse, un démagogue qui excite la colère de la foule, et Agamemnon, faible et influençable ; Euripide glisse même une allusion aux sophistes qui enseignent l'éloquence et l'art de retourner l'opinion. Mais la monarchie, représentée par le criminel Polymestor, est encore pire. Euripide ne souhaite pas révolutionner la société mais il rappelle ses concitoyens au respect des lois divines et de la dignité humaine.
Selon Christine Kossaifi, cette pièce montre les personnages confrontés à diverses modalités du savoir : Hécube, confrontée à une réalité insoutenable, tente plusieurs stratégies d'évitement puis, en ayant pris conscience, manipule le savoir des autres pour servir son horrible vengeance. Polyxène surmonte la violence de la réalité avec une « grandeur héroïque » tandis que Polymestor éclate avec une « sauvagerie bestiale » avant de trouver dans son aveuglement la source d'un savoir prophétique. 

Galerie
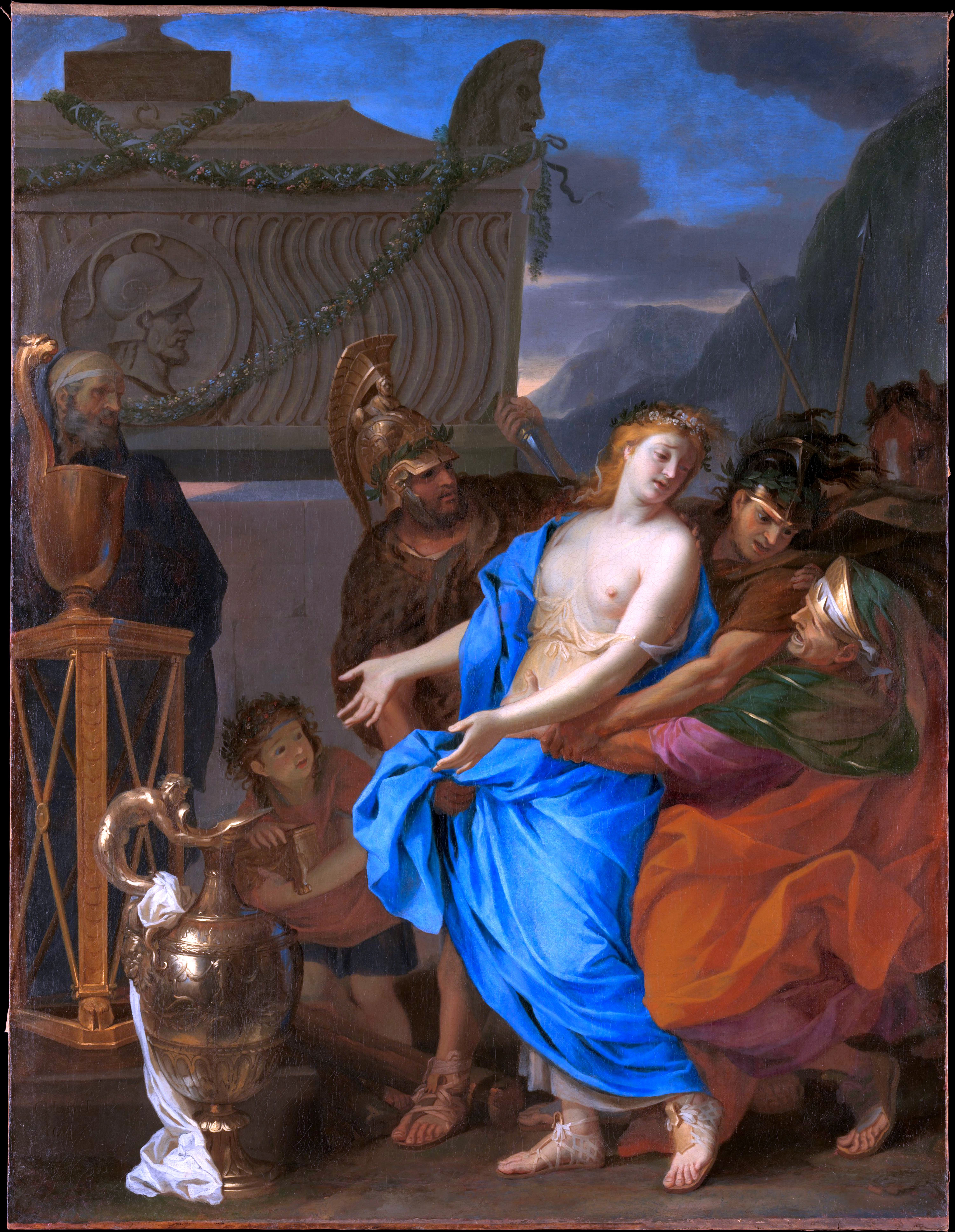
Le sacrifice de Polyxène, tableau de Charles Le Brun, 1647.
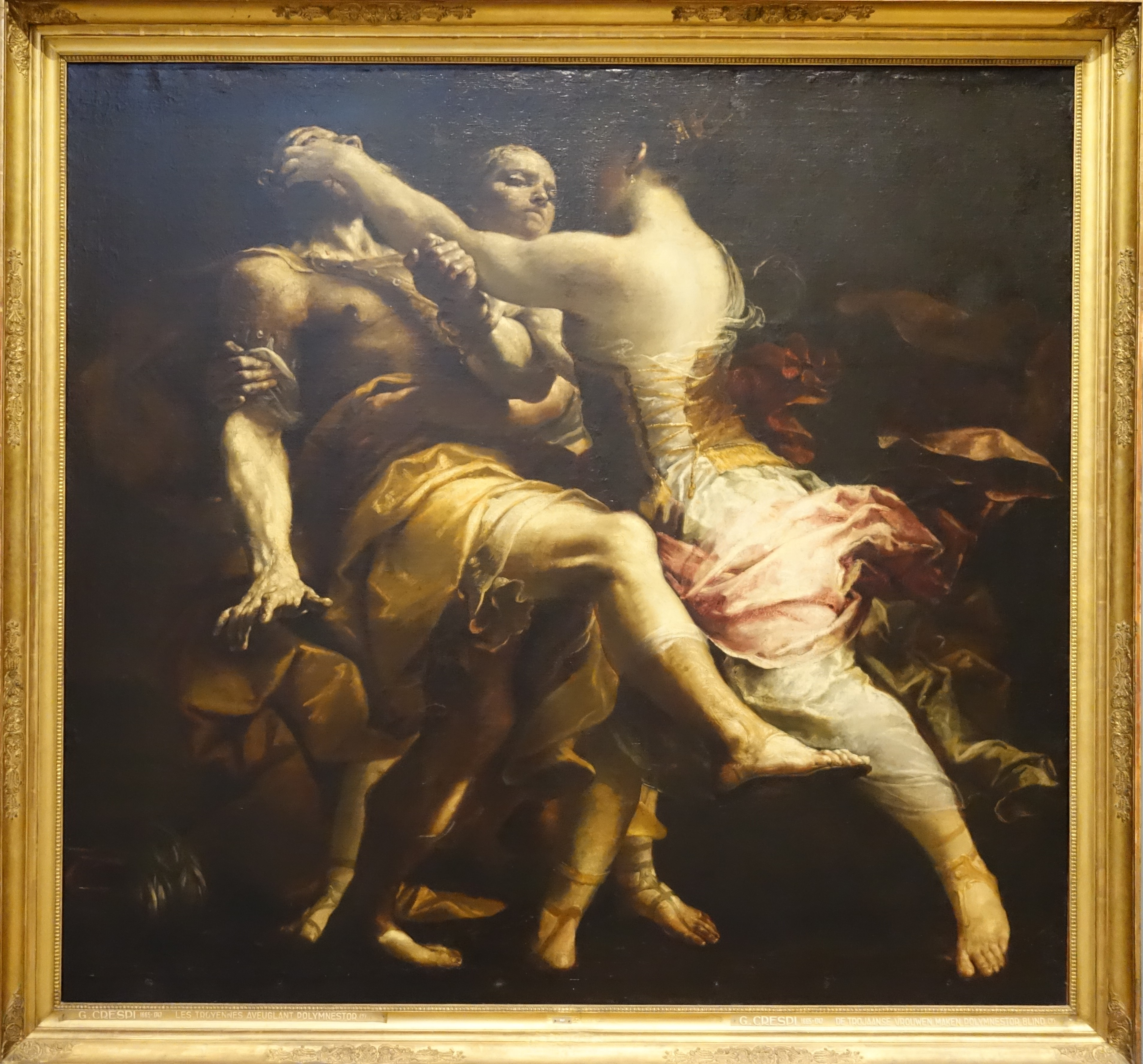
Hécube aveugle Polymestor, tableau de Giuseppe Maria Crespi, XVIIIe siècle

## Adaptations et mises en scène notables
• 2024 - Hécube, pas Hécube, texte et mise en scène Tiago Rodrigues, avec la troupe de la Comédie Française, présenté au Festival d'Avignon et en tournée, puis à la Comédie Française en 2025.